# Гюльмамедов, Дашгын Гюльмамед оглы
Дашгы́н Гюльмамед огли Гюльмаме́дов  (араб. داشقین گول‌محمداو‎, тур. Gülmemmedov Taşkın Gülmemmed oğlu; род. 12 сентября 1977, село Качагани, Марнеульский район, Грузинская ССР) — Шат (Принц крови) Улуса Тюрков Карапапаков из рода Гюль. Общественно-политический деятель Грузии, Азербайджана и Украины. Один из всемирных лидеров тюрков-карапапаков. Поэт, прозаик и публицист. С 2011 Мастер спорта Грузии по боям без правил (WFMC) и с 2012 Мастер спорта международного класса по кикбоксингу (WFMC). Кандидат в президенты Грузии на выборах 2013 года.
Председатель Национального Совета Тюрков-Карапапаков Украины (НСТКУ).
- 1994—1997 гг. Председатель Национального Комитета Тюрков Карапапаков Грузии
- 2011—2013 гг. Президент Конфедерации тюрков Грузии (КТГ)[17][18]
- 2008—2009 гг. Исполнительный Директор Транснационального Агентства Информационной Безопасности (ТАИБ).
- 2006 г. Председатель Президиума МСАГ,
- 2002—2011 гг. Президент НААГ[19].

## Биография

### Происхождение
Шат (Принц крови) Улуса Тюрков Карапапаков Дашгын Гюльмамед-оглы Гюльмамедов (Гюльмамедли из рода Сараджалу) родился 12 сентября 1977 года в селе Качагани Марнеульского района Грузинской ССР. По национальности тюрк-карапапак. Детство прошло в Грузии в селе Качагани.
Дашгын Гюльмамедов из древнего карапапакского рода Гюль. Его предки, в 1118 году в составе армии кыпчакского хана Атрака, переселились из территории современной Житомирской области Украины, в восточный тюрконаселённый регион Грузии — Тюркоба, при правлении царя Давида IV Строителя.
Род Гюль до 1560 года были тенгрианинами. После присоединения Борчалы к Сефевидской империи Шахиншахом Тахмаспом I все представители рода Гюль приняли ислам.
Прадед, Гюльмамедли Хамид (1875—1975), был кавалеристом Татарского конного полка Кавказской туземной конной дивизии 1914—1917 годы.
Дед, Гюльмамед Гюльмамедов (1923—2007), был ветераном Великой Отечественной войны и общественно-политическим деятелем Тюрков Карапапаков Грузии, С 1988 по 2005 год был членом Исполнительного Совета Всемирного Движения Национального Возрождения Тюрков Карапапаков, членом Верховного Меджлиса НААГ.
Отец Гюльмамедов Тариэл Гюльмамед огли (1948—1084) родился 1948 года в село Качегани Марнеульского района Грузинской ССР. Скончался 1984 году в городе Тбилиси Тариэль Гюлмамедов 1972 году окончил Педагогический факультет Тбилисского Государственного Института имени М. С. Пушкина. с 1973 по 1984 году работал преподавателем начальных класс в Качеганской средней школы № 1.
Мать Гюльмамедова (Алиэва) Мушгиназ Акбер кызы родился 1948 года в село Качегани Марнеульского района Грузинской ССР. 1973 году окончил Азербайджанский Государственный Экономический Институт по специальности товаровед.
Родители Д.Гюльмамедова, Тариэль Гюльмамедов и Мушгиназ Гюльмамедова создали семью 1970 году, от брака которого родился сын Дашгын Гюльмамедов 1977 году, дочка Афина Гюльмамедова 1979 году и младший сын Мураз Гюльмамедов.

### Образование
- С 1983 по 1994 год учился в Качеганской средней школе № 1 имени М. Г. Моллаева.
- В 1994—1996 годы — проходил курс «Политический советник в армейских частях» на Военной Кафедре Бакинского Института Политологии и Социального Управления (БИСУП).
- В 1998 году окончил факультет Социального управления и социологии Академии государственного управления при Президенте Азербайджанской Республики.
- В 2012 году окончил курс «Конфликтолигии» Кавказского Института Политических Технологий (КИПТ).
- В 2014 году окончил курс «Управления кризисами» в Анкаринском Стратегическом Образовательном Центре при ОТКТ (г. Анкара, Турция)

Свободно владеет тюрко-карапапакским, азербайджанским, немецким, русским, грузинским, украинским, белорусским, турецким, узбекским, сербским, польским и туркменским языками.

### Общественно-политическая деятельность

#### Начало
10 июля 1991 года молодого Дашгына Гюльмамедова включили в состав Исполнительного Комитета по СССР Всемирного Движения Национального Возрождения Тюрков Карапапаков, по личной рекомендации Верховного Шата Тюрков Карапапаков Ондара Аксу.
1 декабря 1991 года Дашгын Гюльмамедов был заочно избран на тайном Учредительном собрании в Стамбуле в состав Высшего Совета при Верховном Шате Тюрков Карапапаков.
С 1992 по 1994 год был активистом Народно-Демократического Движения Азербайджанцев Грузии «Гейрат».

#### В Азербайджане
С 1994 года принимал участие в молодёжном движении Азербайджана. В сентябре в Баку вместе с Р. Гонаговым и А. Асретом создал «Организацию демократических студентов и молодёжи Азербайджана», в которой с 16 ноября 1994 по 5 января 1995 года занимал пост исполнительного секретаря организационного комитета, а с 5 января 1995 по 20 апреля 1996 года был заместителем председателя по идеологическим вопросам. 20 апреля 1996 года Дашгын Гюльмамедов создал «Лигу мира молодёжи Азербайджана», президентом которой был с 7 июня 1996 по 2 мая 1998 года. Со 2 мая 1998 года по 20 ноября 2000 года был председателем Лиги демократии и свободы молодёжи Азербайджана.

#### В Грузии
В 1999 году Дашгын Гюльмамедов активизировал свою общественно-политическую деятельность в Грузии. Вступил в «Союз граждан Грузии», который тогда возглавлял Эдуард Шеварднадзе. Целью Гюльмамедова тогда была попытка объединить представителей азербайджанцев Грузии в единый политический блок и путём выборов прийти к власти в регионе Борчалы (Квемо-Картли). В 2001 году из-за конфликта с властями Гюльмамедов покинул «Союз граждан Грузии», после чего занялся созданием общественно-политической организации азербайджанцев Грузии. 9 декабря 2001 года по его инициативе была подписана Национальная хартия азербайджанцев (тюрков) Грузии. 10 декабря 2001 года был создан Учредительный совет Национальной ассамблеи азербайджанцев Грузии (НААГ). 29 мая 2002 года Гюльмамедов был избран председателем Временного высшего комитета НААГ, а 24 ноября 2002 года на первом (учредительном) съезде НААГ в Тбилиси был избран первым президентом НААГ. В 2003 году Гюльмамедов активно включается в деятельность по защите прав азербайджанцев, проживающих в Грузии, и их интеграцию в общественно-политическую жизнь страны. 8 марта 2003 года Гюльмамедов добился того, что Конгресс азербайджанцев мира признал НААГ единственным представителем азербайджанцев Грузии. В ноябре 2003 года Гюльмамедов как глава НААГ не поддержал «Революцию роз» Михаила Саакашвили, что в 2004 году стало причиной для преследования Гюльмамедова и руководства НААГ новыми властями Грузии. С февраля 2005 года Гюльмамедов начинает жёстко критиковать президента Грузии Михаила Саакашвили и власти Грузии, обвиняя их в шовинизме и авторитаризме.

#### В эмиграции
22 августа 2005 года Гюльмамедов покидает Грузию и организует в Баку, Трабзоне и Киеве временные офисы НААГ в эмиграции..
В марте 2006 года Гюльмамедов начинает издавать газету «Hümmət» («Гуммет»), в которой жёстко критиковались действия Саакашвили. Эту газету тайно вывозили в Грузию и распространяли в населённых азербайджанцами регионах.
А 29 сентября 2006 года начинает издавать газеты «Azərbaycan Yolu» («Путь Азербайджана») и «Yeni Düşüncə — Azərbaycan» («Новая Мысль — Азербайджан»). Главным редактором газеты «Azərbaycan Yolu» становится сам Гюльмамедов.
20 июня 2006 года по инициативе Гюльмамедова в турецком городе Эрзурум был созван Форум представителей мусульман Грузии, на котором было принято решение создать Мусульманскую Демократическую Партию Грузии (МДПГ).
22 августа 2007 года Гюльмамедов в Баку вместе с Ф. Алиевым и Хагани Емином создал конфедеративную организацию Международный совет азербайджанцев Грузии (МСАГ), в которой был избран председателем президиума.
Как глава НААГ, Гюльмамедов неоднократно обвинял в шовинизме президента Грузии Саакашвили[9], а также жёстко критиковал Департамент Контрразведки МВД и спецслужбы Грузии.
16 марта 2007 года в городе Трабзон (Турция) на VI Съезде НААГ Гюльмамедов был избран президентом НААГ на четвёртый срок.
18 сентября 2007 года по инициативе Гюльмамедова Верховный Меджлис НААГ на своём расширенном заседании в азербайджанском городе Гянджа принял специальную резолюцию с требованием предоставить государственный статус азербайджанскому языку и объявить его одним из официальных языков Грузии.

#### После возвращения
В ноябре 2007 года Гюльмамедов поддержал на выборах президента Грузии кандидатуру Фазиля Алиева. 26 ноября 2007 года вместе с ним вернулся в Грузию после двухлетней политической эмиграции и в тот же день был избран спикером его центрального избирательного штаба. Впервые в истории Грузии на пост президента страны баллотировался этнический азербайджанец, кандидатуру которого выдвинули НААГ и МСАГ.
27 ноября 2007 года при переходе грузино-азербайджанской границы на таможенном посту «Красный Мост» Спикер Избирательного Штаба кандидата в президенты Грузии Гюльмамедов был арестован Департаментом контрразведки МВД Грузии по обвинению в подготовке государственного переворота.
30 ноября Тбилисский городской суд приговорил Гюльмамедова к заключению сроком на 2 месяца по статье 142-1 (расовая дискриминация) УК Грузии, однако уже 4 декабря, власти Грузии освободили Гюльмамедова прямо в зале суда.
В январе 2008 года Гюльмамедов вместе с Фазилем Алиевым создал оппозиционную политическую партию азербайджанцев Грузии «Партия за Грузию», однако в марте 2008 года покинул партию вместе со своими сторонниками из-за конфликта с Алиевым.
В 2007—2008 году Гюльмамедов являлся Уполномоченным представителем Демократического Конгресса Азербайджанцев Мира на Украине.
В 2006—2007-году был Главным редактором Бакинской газеты «Azərbaycan Yolu» («Путь Азербайджана»).

#### После 2008 года
В 2008 году Гюльмамедов выдвинул идею создания конфедеративного государства Грузинской Конфедерации из Абхазской, Осетинской, Аджарской и Грузинских субъектов. При этом предложил предоставить Азербайджанскому (тюркскому) языку статус государственного вместе с грузинским и абхазским языками.
6 августа 2008-го года Генеральная Коллегия Транснационального Агентства Информационной Безопасности (в декабре 2008 года Транснациональный Институт Информационной Безопасности был переименован на Транснациональное Агентство Информационной Безопасности) назначила Д.Гюльмамедова Исполнительным директором Транснационального Агентства Информационной Безопасности. Он занимал этот пост до 10 августа 2009 года. Несмотря на арест Д.Гюльмамедова Генеральная Коллегия ТАИБ не сняла с него полномочия исполнительного директора ТАИБ.
19 января 2009 года на Международном Форуме Национальной Ассамблеи Азербайджанцев Грузии (НААГ), проводимой в Анкарe (Турция), Гюльмамедов снова резко раскритиковал власти Грузии и президента М.Саакашвили. Он открыто заявил, что Парламент Грузии должен предоставить статус государственного языка азербайджанскому (тюркскому) языку наравне с грузинским и абхазским языками, изменив 8-ю статью Конституции Грузии.
Начиная с февраля 2009-года, после резкой критики М.Саакашвили и требований предоставить азербайджанскому языку государственный статус в Грузии, против Гюльмамедова начались провокации в Грузии и в Азербайджане. Неоднократно его обвиняли в подготовке государственного переворота. 15 января 2009 года Д.Гюльмамедов был вызван в Баку в МВД Азербайджана, где ему было выдвинуто необоснованное обвинение в подготовке государственного переворота в Азербайджане. В феврале 2009 года в своём заявлении Гюльмамедов открыто сказал, что в Азербайджане готовится его арест, и за этим стоят высокопоставленные чиновники МВД Азербайджана, которые тесно связаны с террористической организацией ПКК (Курдская Рабочая Партия). Он объяснял это тем, что в январе 2008 года, будучи президентом Национальной Ассамблеи Азербайджанцев Грузии (НААГ), он официально обратился к Начальнику Генерального Штаба Вооружённых Сил Турции генералу армии Яшару Бюканыту с тем, что более тысячи тюрков-карапапаков из Борчалы (Грузия) готовы участвовать в антитеррористических операциях на Востоке Турции и в Северном Ираке против курдских террористов.
3 марта 2009 на пресс-конференции в Бакинском офисе Информационного Агентства Интерфакс Гюльмамедов очередной раз требовал от Парламента Грузии объявить третьим государственным языком азербайджанский язык.
10 марта 2009 года в здании Министерства иностранных дел Азербайджана Д.Гюльмамедов был арестован сотрудниками МВД. Против него в МВД и Генеральной Прокуратуре Азербайджана было сфабриковано обвинение в распространении государственной тайны, планировании государственного переворота, и злоупотреблении должностными полномочиями. Арест лидера азербайджанцев (тюрков) Грузии вызвало протесты у населения Борчалы (Грузия) и Азербайджана. Комитет Защиты Прав Борчалинских Тюрков потребовал от Правительства Азербайджана немедленно освободить Гюльмамедова из-под ареста. Несмотря на протесты власти Азербайджана держали Д.Гюльмамедова до 2011 года под арестом.

#### В 2011 году
4 июля 2011 года Д.Гюльмамедов был освобождён, но Сурахиниский районный суд города Баку принял решение о домашнем аресте Гюльмамедова с целью ограничить его общественно-политическую деятельность.
20 сентября 2011 года по инициативе Гюльмамедова в городе Казах (Азербайджан) представители Национальной Ассамблеи Азербайджанцев Грузии (НААГ), Организации Великого Единства (ОВЕ), Федерации Азербайджанских Журналистов Грузии (ФАЖГ) и Союза молодых турок Борчалы (СМТБ) подписали Протокол Намерения о создании Конфедерации Тюрков Грузии.
28 октября 2011 года в Баку было подписано представителями 7-и организаций тюрков Грузии Учредительный Акт Конфедерации Тюрков Грузии.
2 ноября 2011 года в городе Гянджа был созван Учредительный Съезд Конфедерации тюрков Грузии. Инициатор и идеолог создания Конфедерации Тюрков Грузии Д.Гюльмамедов из-за домашнего ареста не смог участвовать на съезде. Но Съезд из 73 делегатов, которые представляли тюрков-карпапаков, турок-месхетинцев и азербайджанцев Грузии, избрал Д.Гюльмамедова президентом Конфедерации Тюрков Грузии.
Начиная с 2 ноября 2011 года активизировалось всемирное движение тюрков-карпапаков. С инициативы Дашгына Гюльмамедова и организационной поддержки Конфедерации Тюрков Грузии во многих странах были созваны Меджлисы (Собрания) Тюрков-Карапапаков.
16 ноября 2011 года был учреждён Национальный Фронт Тюрков-Карапапаков Ирана (НФТКИ), 22 ноября 2011 года был создан на Меджлисе Тюрков-Карапапаков России Национальный Совет Тюрков-Карапапаков России (НСТКР).
8 декабря с инициативы Гюльмамедова был созван Меджлис Тюрков-Карапапаков Сирии в городе Алеппо и учреждён Национальный Союз Тюрков-Карапапаков Сирии.
30 ноября Верховный Совет Конфедерации Тюрков Грузии под председательством Д.Гюльмамедова провёл своё первое заседание. На заседании «Зелёно-красный флаг с полумесяцем и пятиконечной звездой» был утверждён официальным флагом Конфедерации Тюрков Грузии . А также Верховный Совет Конфедерации принял постановление о том, что «Зелёно-красный флаг с полумесяцем и пятиконечной звездой» является одновременно общенациональным флагом Тюрков-карапапаков.
22 ноября 2011 года Национальный Совет Тюрков-Карапапаков России избрал Гюльмамедова своим почётным членом.
14 декабря 2011 года Д. Гюльмамедов подал в отставку с поста Президента Национальной Ассамблеи Азербайджанцев Грузии, который он занимал с 24 ноября 2002 года.

#### 2012 году
17 июля 2012 года по инициативе Д.Гюльмамедова и организационной поддержке Конфедерации Тюрков Грузии был созван Меджлис Тюрков Карапапаков Украины в Киеве. В Меджлисе был создан Национальный Совет Тюрков Карапапаков Украины. Дашгын Гюльмамедов был избран председателем Национального Совета Тюрков Карапапаков Украины и членом Президиума НСТКУ.

#### Президентские выборы в Грузии 2013 году
17 июля 2013 года Инициативная Группа «Молодые Демократы» выдвинула кандидатуры Дашгына Гюльмамедова на пост президента Грузии. И было начата активная пиар-кампания. 4 сентября 2013 года кандидат в президенты Грузии Дашгын Гюльмамедов отозвал свою кандидатуру в ползу Георгия Маргвелашвили, кандидата от правящей коалиции «Грузинская мечта». И призвал своих сторонников голосовать за Георгия Маргвелашвили.

## Хронология
- С 10 декабря 2001 по 29 мая 2002 года был членом Организационного Совета НААГ.
- С 29 мая по 24 ноября 2002 года занимал пост Председателя Высшего Временного Комитета НААГ.
- С 22 августа − 5 октября 2006 года занимал пост Председателя Президиума МСАГ.
- В 2002 году и с 2004 по 2007 годы входил в состав Высшего Временного Комитета НААГ, в 2006 году входил в состав Президиума МСАГ.
- С 6 августа 2008 по 10 августа 2009 года занимал пост Исполнительного Директора Транснационального Агентства Информационной Безопасности.
- С 1999 года член Союза Журналистов Азербайджана, с 2002 года член Ассоциации Свободных Журналистов Грузии, с 2001 года член Объединения Журналистов Азербайджана «Йени Несил».
- С 24 ноября 2002 года член Верховного Меджлиса НААГ.
- С 2 ноября 2011 года является членом Верховного Совета Конфедерации Тюрков Грузии.

## Награды и премии
- Орден «Золотая Звезда Шата» (20.05.2011) Указ Верховного Шата Тюрков-карапаков, от 20 мая 2011 г.
- Орден Белого Барса (2.02.2012) Указ Верховного Шата Тюрков-карапаков, от 2 февраля 2012 г.
- Почётный Диплом Президента Конфедерации Тюрков Грузии (15.08.2013)